# فرايدا أ. موراي
فرايدا أ. موراي (بالإنجليزية: Frieda A. Murray)‏ (1949، واكو في الولايات المتحدة)؛ روائية أمريكية.